# Вудсайд-парк (станція метро)
51°37′05″ пн. ш. 0°11′08″ зх. д. / 51.618056° пн. ш. 0.185556° зх. д.
Вудсайд-парк (англ. Woodside Park) — станція відгалуження Хай-Барнет Північної лінії Лондонського метро. Станція розташована у 4-й тарифній зоні, у районі Вудсайд-парк, боро Барнет, Лондон, між станціями Тоттеридж-енд-Ветстоун та  Вест-Фінчлі. Пасажирообіг на 2017 рік — 3.54 млн осіб.
Конструкція станції: наземна відкрита з двома береговими платформами на дузі.

## Історія
- 1. квітня 1872: відкриття станції у складі Great Northern Railway, як Торрінгтон-парк[3]
- 1872: перейменовано на Торрінгтон-парк, Вудсайд
- 1882: перейменовано на Вудсайд-парк
- 14 квітня 1940: відкриття трафіку Північної лінії[4]
- 2 березня 1941: завершення трафіку London and North Eastern Railway
- 1 жовтня 1962: закриття товарної станції[5]

## Пересадки
- На автобуси London Bus маршруту 383.